# Polarizabilidade
Polarizabilidade é a capacidade para formar dipolos instantâneos. É uma propriedade da matéria. Polarizabilidades determinam a resposta dinâmica de um sistema ligado a campos externos e fornece informações sobre a estrutura interna de uma molécula. A polarizabilidade geralmente se refere à tendência da matéria, quando submetida a um campo elétrico, de adquirir um momento de dipolo elétrico em proporção a esse campo aplicado. É uma propriedade de toda matéria, visto que a matéria é composta de partículas elementares que possuem uma carga elétrica, a saber, prótons e elétrons. Quando sujeitos a um campo elétrico, os elétrons carregados negativamente e os núcleos atômicos carregados positivamente estão sujeitos a forças opostas e sofrem separação de carga. A polarizabilidade é responsável pela constante dielétrica de um material e, em altas frequências (ópticas), seu índice de refração.
A polarizabilidade de um átomo ou molécula é definida como a razão entre seu momento dipolar induzido e o campo elétrico local; em um sólido cristalino, considera-se o momento de dipolo por célula unitária. Observe que o campo elétrico local visto por uma molécula é geralmente diferente do campo elétrico macroscópico que seria medido externamente. Esta discrepância é levada em consideração pela relação Clausius-Mossotti que relaciona a massa com a polarizabilidade molecular.

## Polarizabilidade Elétrica
Definição
Polarizabilidade elétrica é a tendência relativa de uma distribuição de carga, como a nuvem de elétrons de um átomo ou molécula, de ser distorcida de sua forma normal por um campo elétrico externo.
A polarizabilidade α em meios isotrópicos é definido como a razão do momento dipolo induzido ρ de um átomo para o campo elétrico Ε que produz este momento dipolo
α = ρ / Ε
A polarizabilidade tem as unidades no SI de C · m2 · V − 1 = A2 · s4 · kg − 1
A polarizabilidade para meios anisotrópicos ou não esféricos não pode, em geral, ser representada como uma quantidade escalar. Definir α como escalar implica que os campos elétricos aplicados só podem induzir componentes de polarização paralelos ao campo e que as direções x, y, z respondem em da mesma forma para o campo elétrico aplicado
Tensor de polarizabilidade
Para descrever a mídia anisotrópica pode-se utilizar uma matriz 3 x 3
Ι αxx  αxy  αxz  Ι
α = Ι αyx  αyy  αyz  Ι
Ι αzx  αyz  αzz  Ι
Os elementos que descrevem a resposta paralela ao campo elétrico aplicado são aqueles ao longo da diagonal. Um grande valor de αyx  demonstra que um campo elétrico aplicado na direção x- tem maior polarização que o material no na direção y-
Aplicação na cristalografia
A matriz acima pode ser usada com a equação de refratividade molar e outros dados para produzir dados de densidade para cristalografia. Cada medição de polarizabilidade junto com o índice de refração associado com sua direção renderá uma densidade específica de direção que pode ser usada para desenvolver uma avaliação tridimensional precisa de empilhamento molecular no cristal. Essa relação foi observada pela primeira vez por Linus Pauling